# Falla de creixement

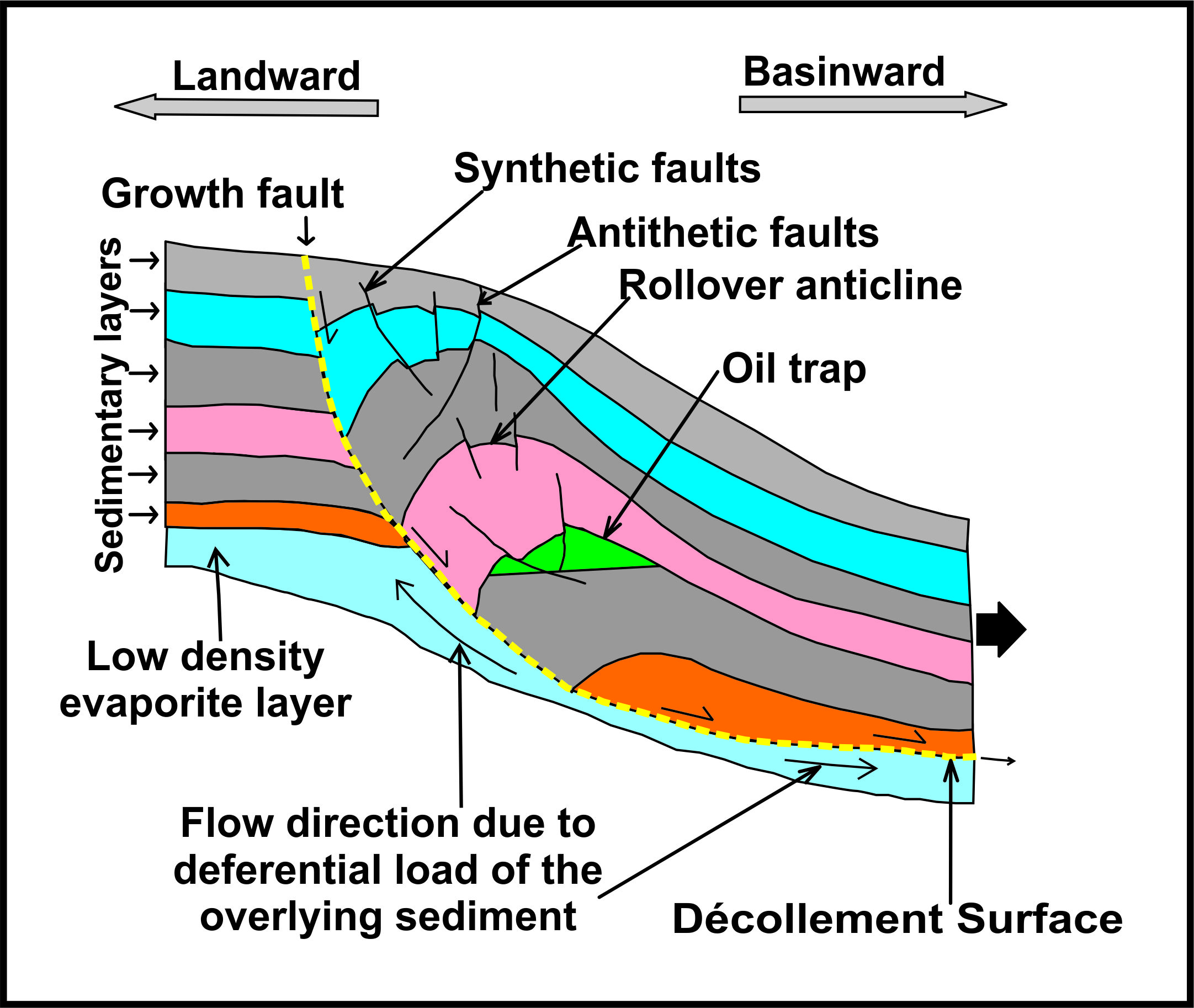
(Figura 1). Croquis que mostra una falla de creixement ben desenvolupada i les estructures que l'acompanyen

Les falles de creixement (en anglès growth faults) són falles sinsedimentàries extensionals que s'inicien i es desenvolupen en els marges de les plaques continentals. S'estenen paral·leles als marges passius que tenen un gran dipòsit de sediments.
En la seva majoria, el seu pla de falla es submergeix cap a la conca i té un desplaçament continu a llarg termini. La figura (Fig. 1) un mostra una falla de creixement amb un pla de falla còncau cap amunt que té un gran angle de cabussament en la seva part superior i aplanat en la seva base, en la zona de separació (o cisallament). Aquest angle canvia contínuament, des de gairebé vertical en la zona de cabussament superior fins a gairebé horitzontal en la zona de cabussament inferior.
Les capes sedimentàries tenen diferent geometria i gruix través de la falla. Els estrats del bloc de roca que es troben en la part inferior de la falla (mur inferior, en anglès «footwall») tenen estrats sedimentaris sense pertorbacions i un pendent suau cap a la conca, mentre que els estrats que es submergeixen cap a la conca (mur penjant, en anglès «hanging wall») s'han doblegat i esquerdat. Aquestes capes reposen sobre una evaporita de baixa densitat o sobre un llit de shale sobrepressionat, que flueixen fàcilment lluny de les zones d'alta pressió cap a les zones de menor pressió.
La majoria dels estudis des de la dècada de 1990 es concentren en les forces motrius, cinemàtica i les estructures acompanyats de les falles de creixement, ja que són útils en les explotacions de combustibles fòssils, ja que formen trampes estructurals per al petroli.

## La dinàmica de les falles de creixement

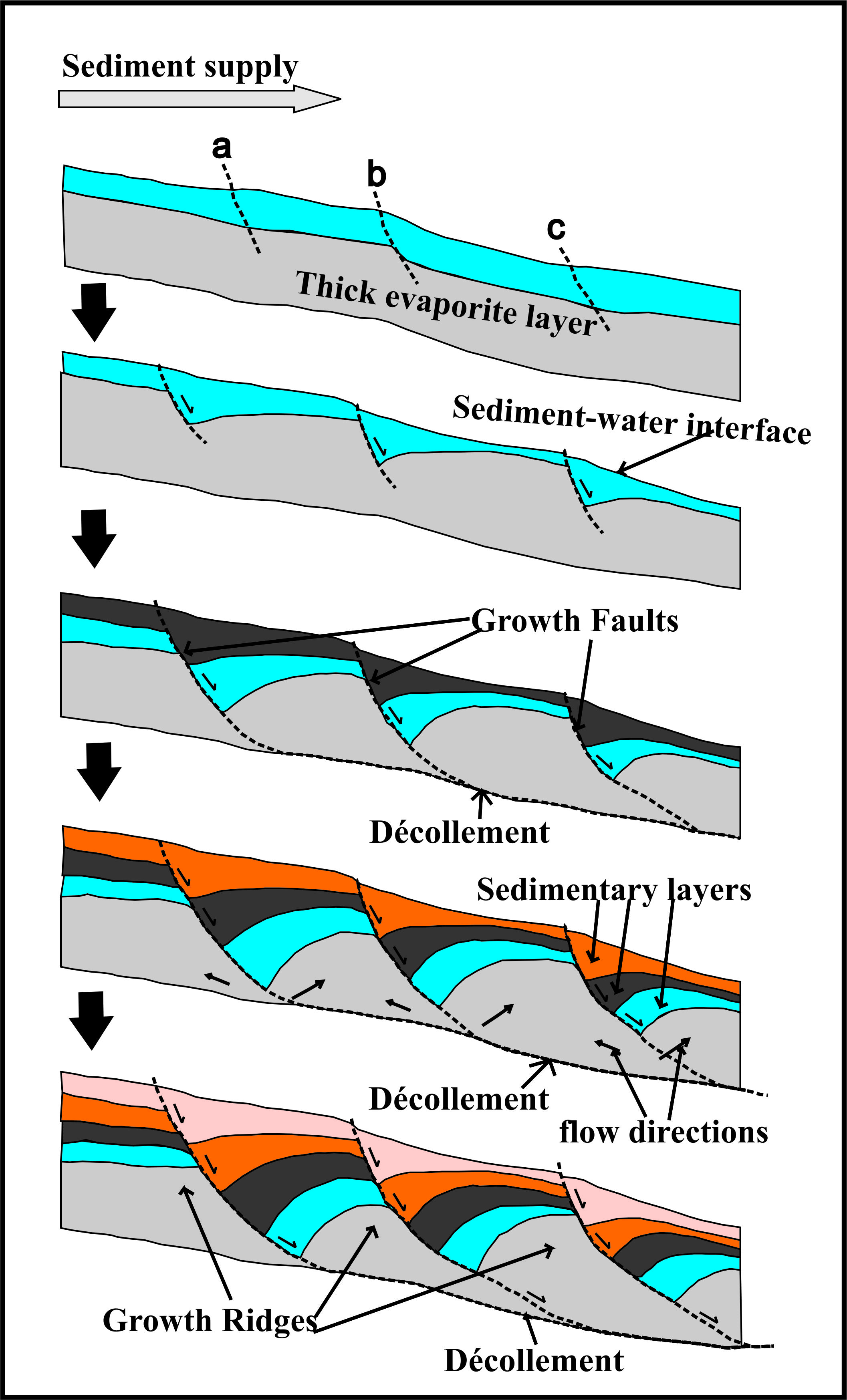
(Figura 2) Croquis que mostra les etapes d'evolució de les falles de creixement. La fletxa negra mostra la direcció de l'evolució

La maduració de les falles de creixement és un procés a llarg termini que pot durar milions d'anys, amb rangs de taxa de lliscament entre 0,2 i 1,2 mil·límetres per any.
Una falla de creixement s'inicia quan les capes sedimentàries es dipositen una sobre l'altra en la part superior d'una capa gruixuda d'evaporita i la capa d'evaporita ja no pot suportar les seqüències superposades (fig. 2). Les parts més gruixudes i més denses apliquen molta més pressió sobre la capa evaporita que les parts primes. Com a resultat, s'inicia un moviment en la capa d'evaporita des d'àrees d'alta pressió en direcció cap a àrees de baixa pressió, que causen crestes de creixement que es formen per sota de la part prima. A més, les zones d'enfonsament es noten entre aquestes crestes en àrees, on es formen més capes gruixudes i més denses (fig. 2). En conseqüència, el marge passiu experimenta un enfonsament desigual a través de la plataforma continental.
Tant els espais d'allotjament recentment creats i el gruix de les noves capes sedimentàries dipositades són més grans per sobre de les zones d'enfonsament que per sobre de les crestes de creixement. Les noves capes afegides són més gruixudes en el mur inferior («footwall») que dins del mur penjant («hanging wall») (fig. 2).
Amb el temps, aquestes variacions donen lloc a un augment de càrregues d'intensitats diferencials (distribució desigual de la càrrega de sediments) a través de la plataforma, a mesura que s'afegeixen més capes de sediments (fig. 2). Per tant, la velocitat a la qual augmenta la pressió sobre la capa evaporita sota de la zona d'enfonsament és molt més que l'augment de pressió sobre la mateixa capa evaporita en les crestes de creixement. Per tant, la velocitat de lliscament dins de la capa evaporita augmenta progressivament i s'intensifica amb les càrregues d'intensitat diferencial (fig. 2). Les crestes de creixement acaben amb doms salíns quan les seqüències de la zona de l'enfonsament es solden en la base de la capa d'evaporita.
A mesura que la falla creix cap amunt, talla a través de les capes sedimentàries acabades de formar en la seva part superior. Per tant, el desplaçament general al llarg del pla de falla no és el mateix. A més, la capa inferior té un desplaçament més gran que la capa superior mentre que el desplaçament capa intermèdia té una velocitat mitjana (fig. 2). A causa que el pla de falla s'aplana en la zona de separació (o cisallament), el bloc enfonsat es mou cap a la conca i la capa sedimentària, desplaçada del bloc de bloc enfonsat, es doblega prop del pla de falla, formant anticlinals bolcats i falles sintètiques i antitètiques (fig. 2 i fig. 3).

## Les estructures acompanyants

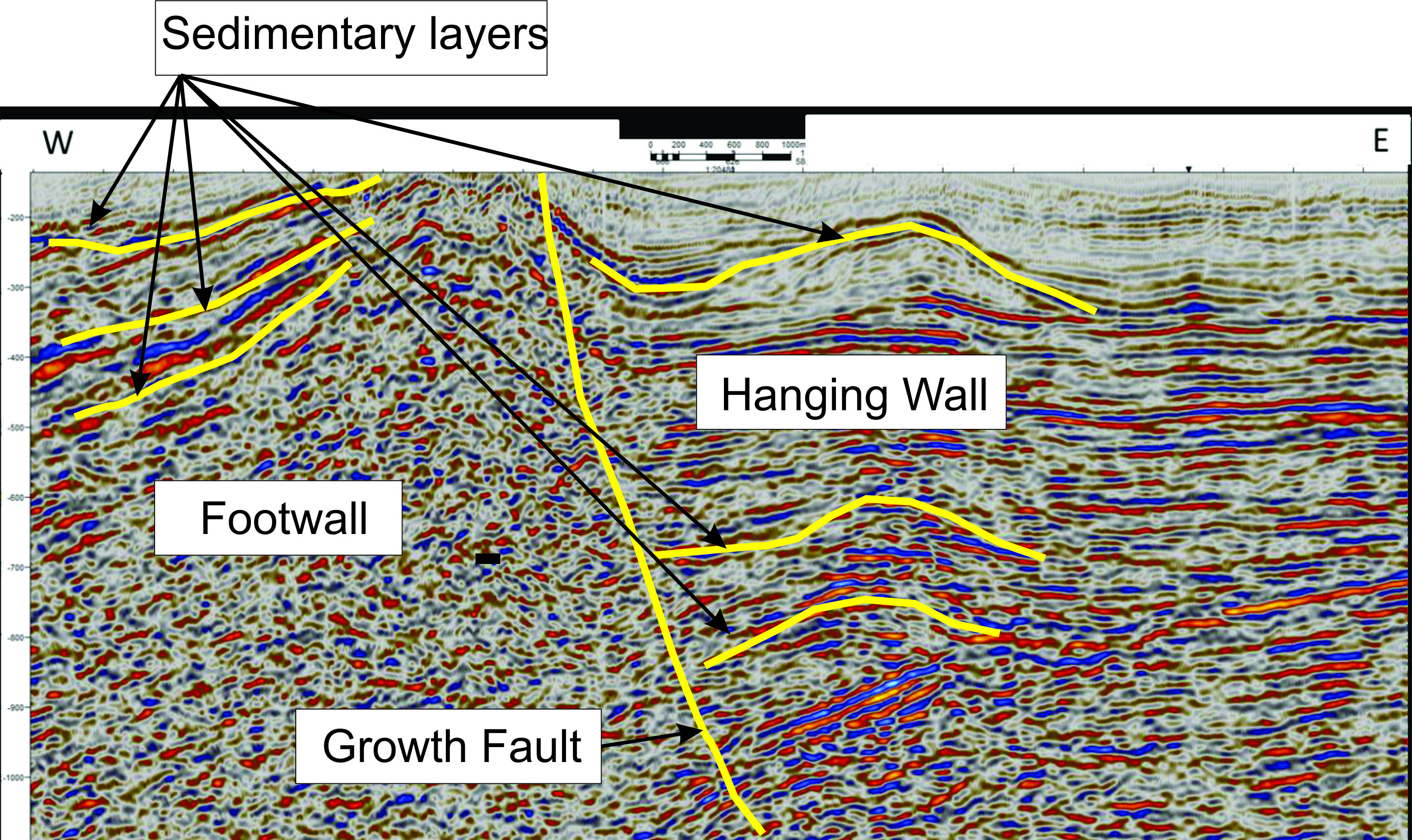
(Figura 3) Línia sísmica O-E de l'àrea de Svalbard, que mostra el mur inferior («footwall»), el mur penjant («hanging wall») i la geometria de les capes sedimentàries de tot el pla de falla.

Les falles de creixement tenen dos blocs diferencitats. El bloc horst (mur inferior o footwall) està cap a la terra del pla de falla, i el bloc enfonsat (paret penjant o hanging wall) està cap a la conca del pla de falla.
La majoria de les deformacions es produeixen en el costat de la paret penjant. El bloc enfonsat llisca cap avall i cap a la conca del pla de falla. Això és causat per la càrrega diferencial dels sediments suprajacents i l'alta mobilitat de la capa més baixa, de baixa densitat.
Com a resultat, el col·lapse de les capes sedimentàries que formen falles sintètiques i antitètiques que es submergeixen en el mateix sentit o en sentit contrari de la falla principal de creixement, respectivament, o es dobleguen formant anticlinals bolcats prop del pla de falla.
Aquestes estructures es formen generalment al mateix temps i es creu que són creades com a resultat dels sediments que omplen el buit que es forma hipotèticament pel moviment del bloc enfonsat cap a la conca.

## Les forces motrius
Les principals forces motrius de les falles de creixement són la càrrega de sediments d'intensitats diferencials i les capes de baixa densitat (evaporites o shales sobrepressionats) que es formen durant o immediatament després del procés de fracturació.
Les falles de creixement es troben principalment dins de les falques sedimentàries del marge passiu, on les forces tectòniques tenen un mínim o cap efecte. Aquests marges passius reben milions de tones de sediments cada any, que es concentren en la plataforma continental per sota del nivell de base i per sobre de les zones on la velocitat de l'aigua ja no transporta partícules pesades. Aquesta zona s'anomena centre de deposició i té altes càrregues de sediments.
Les capes d'evaporites i / o shales sobrepressionats tenen la capacitat de fluir per la seva alta mobilitat i per les seves característiques de baixa viscositat. Les zones d'esquerdes (rift) estan parcialment restringides i tenen un accés limitat a l'oceà obert durant el període de la formació del rift. Aquests zones es veuen afectades pels canvis del nivell del mar i la variabilitat climàtica. Les capes gruixudes d'evaporites es formen a causa de la contínua evaporació d'aigua i l'ompliment de la conca del rift. Els llits de shale es dipositen durant l'etapa de la fissura del rift, quan té una alta porositat i baixa permeabilitat. Això tanca una gran quantitat de líquid que, sota la pressió que causa tot el llit de shale, es converteix en una capa de líquid viscós de baixa densitat i d'alta mobilitat. Les capes de shale sobrepressionades empenyen i inicien les falles de creixement, de la mateixa manera que ho fan les capes d'evaporites. Sorgeixen terratrèmols que alliberen la seva força al llarg del pla de falla de creixement.
La ubicació exacta de depocentre canvia contínuament a causa que l'eustática i el nivell relatiu del mar també estan canviant contínuament. Com a resultat, es creen moltes falles de creixement diferents i les càrregues de sediments es desplacen cap a la conca.

## La importància de falles de creixement
Les falles de creixement tenen una gran importància per a l'estratigrafia, geologia estructural i la indústria petroliera.
Aquestes falles representen els canvis del nivell relatiu del mar i eustàtics i l'espai d'allotjament que queden per als nous sediments. De la mateixa manera, les falles de creixement estan connectades directament a les zones de subsidència de les plataforma costaneres i continentals.
D'altra banda, expliquen la variació del gruix lateral de seqüències sedimentàries a través d'aquestes falles. La zona de cabussament del bloc enfonsat és el principal objectiu de l'exploració de petroli i gas, ja que té anticlinals bolcats i falles sintètiques i antitètiques. Aquestes són considerades com trampes estructurals que impedeixen el petroli i el gas s'escapi. Els desplaçaments dels llits de sorra i de shale que es produeixen al llarg dels plans de falla fan que les capes de sorra i shale entrin en contacte entre elles. Aquest blocs de gas i petroli tenen moviments laterals i verticals. A poca profunditat, les falles de creixement i les seves falles sintètiques i antitètiques que l'acompanyen són considerades com vies verticals de les aigües subterrànies, on es barregen els circuits entre els diferents reservoris d'aigua subterrània. En les zones més profundes, aquests conductes ajuden als geòlegs a fer un seguiment de la migració de petroli fins al seu destí final.
Les prospeccions de petroli i gas es concentren generalment molt a prop d'aquestes falles, en el bloc enfonsat, perquè aquestes són considerades com trampes estructurals que impedeixen el petroli i el gas s'escapi.

## Estudis de les falles de creixement
A causa que les falles de creixement i les seves estructures acompanyants controlen tant la migració horitzontal i vertical dels fluids subterranis, la majoria dels estudis actuals i futurs se centren en la construcció de models tridimensionals per tal d'entendre la geometria i la cinemàtica d'aquestes estructures. Això desentranyaria el misteri que hi ha darrere de la contaminació d'aigües subterrànies a causa de la barreja dels reservoris, i fer un seguiment de les rutes de migració de petroli i gas.